# Virum
Virum er en bydel i Storkøbenhavn, beliggende i Lyngby-Taarbæk Kommune, med postnummeret 2830 Virum. Virum ligger ud til Furesøen, Furesøparken, Geelskov og Mølleådalen, hvilke udgør de store landskabelige værdier i området. Bydelen afgrænses af Furesøen og Brede ved Kongevejen. Virums handels- og transportmæssige centrum ligger omkring Virum Torv og Geels Plads, der består af en række butikker. Der er offentlige transportforbindelser fra Virum Station, hvor der går S-tog på E-linjen mellem Holte og Køge. Desuden går der busser til Holte, Brede og Lyngby. Afstanden til København Centrum er knap 18 kilometer i luftlinje.

## Etymologi
Navnet Virum (første gang nævnt i pavebreve 1186 Vigerum, 1193 Wigarum) er en afledning af "Vígi", som betyder "åben plads, der egner sig til at forsvare", hvilket kan sigte området ved Mølleåens udløb fra Furesøen, hvor borgen Hjortholm lå. Stednavneendelsen -rum i betydningen "åben plads fremkommet ved rydning" viser, at bebyggelsen stammer fra middelalderen.

## Historie
Det formodes, at der har ligget en landsby på omtrent samme sted i ca. 1.000 år. De tidligste marker mellem volde til markskel er fra omkring år 0 og ligger i Geels Skov.

### Landsbyen
Virum var blandt de landsbyer, som blev givet til biskop Absalon i det 12. århundrede og nævnes første gang i et brev fra paven i 1186. Absalon gav Virum til bispen i Roskilde, og bispedømmet opførte omkring 1250 borgen Hjortholm i det område, som menes at have givet navn til landsbyen.
Borgen Hjortholm blev skudt i grus under Grevens Fejde i 1535. Frederik 3. overtog i 1668 Hjortholm, som han omdøbte til Frederiksdal, og opførte en mindre jagt- og lystejendom, der er rester af i dag.
I 1682 havde landsbyen Virum 13 gårde, 3 huse med jord og 14 huse uden jord. Det samlede dyrkede areal udgjorde 514,2 tønder land skyldsat til 121,23 tdr. hartkorn. Dyrkningsformen var trevangsbrug.

### Frederikdal Slot
Frederikdal Slots hovedbygning blev opført i 1744-45 som sommerresidens for udenrigsministeren, geheimeråd Johan Sigismund Schulin, som fik området med tilhørende mølle og skov af Christian 6.. Det er stadig Schulin-familien, som ejer godset.

### Villabyen
Da Nordbanen blev indviet i 1864 førte det ikke umiddelbart til en udbygning af landsbyen, selv om der var stationer i både Lyngby og Holte. Det var først, da S-banen kom med stationer i Sorgenfri og Virum, at Virum begyndte at udvikle sig til en bymæssig bebyggelse.
Virum voksede i mellemkrigstiden hastigt: i 1921 havde Virum Villaby 395 indbyggere, i 1925 713 indbyggere, i 1930 930 indbyggere, i 1935 1.484 indbyggere, i 1940 2.755 indbyggere. Bebyggelsen udviklede sig som spredt bebyggelse under navnene "Kaningaardens Villakvarter" ud mod Furesøen og "Kollemose Villakvarter" omkring Kollemose i tilknytning til et villakvarter ved Parcelgaard i den sydvestlige del af Holte syd for Vejlemose.

### Byudviklingsplanlægning
Den fremadskridende byudvikling fik også betydning for byplanlægningen. Da den såkaldte "Fingerplan" - Skitseforslag til Egnsplan for Storkøbenhavn - blev offentliggjort i 1947 med sit forslag om at samle den fremtidige byudvikling i hovedstadsområdet langs banelinjer, blev det også forudsat, at Virum kunne vokse og på længere sigt udgøre et sammenhængende forstadsområde sammen med Brede og Lundtofte, hvorimod der ikke var forudset en sammenvoksning med Kongens Lyngby mod syd. Fingerplanen førte til vedtagelse af byreguleringsloven i 1949, som forudsatte nedsættelse af et byudviklingsudvalg for Københavns-egnen til planlægning af den fremtidige byudvikling i Hovedstadsområdet i form af en såkaldt byudviklingsplan.
Den 6. oktober 1949 nedsattes et byudviklingsudvalg for Københavns-egnen, som den 2. maj 1951 offentliggjorde "Betænkning vedrørende Partiel Byudviklingsplan nr. 2 for Københavns-egnens byudviklingsområde". Da Virum havde station på Nordbanen,med S-togsbetjening, regnedes byen som et af de steder, der trafikmæssigt var hensigtsmæssigt for byudvikling, og under indtryk af, at området var byggemodnet i form af kloakering, og at byudviklingen forudsattes ikke at være i konflikt med frednings- og friluftsinteresser, blev hele det udpegede byudviklingsområde i tilknytning til Virum lagt i inderzone, det vil sige kunne bebygges når og hvis, kommunalbestyrelsen ønskede det.
Den oprindelige byudviklingsplan blev senere opdateret med "Betænkning vedrørende Partiel Byudviklingsplan nr. 7 for Københavns-egnens byudviklingsområde" fra 1966, som for Virums vedkommende indebar en praktisk talt fuldstændig udbygning af området fra Furesøen i vest til Hørsholmmotorvejen i øst, idet dog en del af området omkring Mølleåen mod sydøst samt nord for Lyngby Sø og Bagsværd Sø mod syd forudsattes bibeholdt i landzone.
Frederiksdal Gods omfattende blandt andet Frederiksdal Skov og Spurveskjulskoven blev fredet i 1943, Lyngby Åmose blev fredet i 1949.

## Transport
Virum Station er en S-togsstation, hvor S-togslinje E kører mellem Holte og Køge.
Busser forbinder Virum med blandt andet Lyngby og DTU.

## Uddannelsesinstitutioner
Virum rummer folkeskolerne Fuglsanggårdsskolen, Hummeltofteskolen, Virum Skole og Kongevejens Skole, samt det almene gymnasium, Virum Gymnasium.

## Idræt og sport
Virum rummer som en del af Lyngby-Taarbæk Kommune adskillige foreninger, hvis aktiviter er idræt samt sport.
Foreninger med høje medlemsantal er eksempelvis Virum-Sorgenfri Boldklub, der er har hjemsted ved Virum Stadion, hvor der er plads til 1.200 tilskuere. Fodboldklubben ligger side om side med Virum-Sorgenfri Tennisklub der også har et betydeligt medlemstal.
Øvrige foreninger med høje medlemsantal er blandt andet Virum-Sorgenfri Bordtennis Klub og Virum Basketball Klub, der har hjemsted i Virumhallerne.
Desuden eksisterer der flere idrætsforeninger, hvis medlemsantal er af mindre omfang.
Tidligere eksisterede Virum-Sorgenfri Håndboldklub, der gik økonomisk konkurs i år 2002. Foreningen havde talenter som Klavs Bruun Jørgensen, Camilla Andersen og Rikke Hørlykke. Den konkursramte klub blev erstattet af VSH 2002 i samme årstal.

## Historiske huse
Der findes stadig en del bygninger fra dengang, Virum var en landsby. Det gamle Virum begyndte i Virum Stræde og bredte sig til Virumgade, hvor der er et gadekær.